# Tarzan, a majomember
Tarzan, a majomember (vagy más fordításban Tarzan, a dzsungel fia) Edgar Rice Burroughs kalandregényének a címe, mely először 1912 októberétől jelent meg folytatásokban az All-Story Magazine hasábjain, majd kötet formában 1914-ben. A mű szerzője haláláig jó két tucat folytatással sorozattá bővült ki, és számos mozifilmet ihletett.

## Cselekmény
A regény Tarzan történetét meséli el születésétől a civilizációba való visszatérésig.
|  | Alább a cselekmény részletei következnek! |

Tarzan (John Clayton) szülei, két angol nemes egy matrózlázadás után Nyugat-Afrika őserdőiben találják magukat, ahol hamar utoléri őket a vég betegség vagy a közelben portyázó nagy majmok képében. Az elárvult kisded az emberszabásúak közt nevelkedik, teljesen magáévá téve mind viselkedésüket, mind nyelvüket. Kala, a nőstény majom egészen addig gondját viseli, amíg egy bennszülött vadász nem végez vele. Bár a majmok sokáig nem fogadják el, végül a régi vezér megölésével a csapat vezetője lesz.
Időközben rátalál szülei szállására a dzsungelben, ahol először jön rá, hogy vannak még hozzá hasonló lények. Mivel egyre inkább kezd elidegenedni a majmoktól, elhagyja őket.
Ezek után egy újabb társaság keveredik a dzsungelbe; köztük van Jane Porter, az első fehér nő, akit Tarzan életében lát és unokatestvére, William Cecil Clayton, aki akaratlanul bitorolja Tarzan örökségét. Elkezd kémkedni az újonnan jöttek után, és segíti is őket. Míg megmenti a francia tengerész tisztet, Paul D’Arnot, akit az ő megmentésükre küldtek, sikerül elhagyniuk az őserdőt. D’Arnottól megtanulja az angol nyelvet, és eljut a civilizációba.

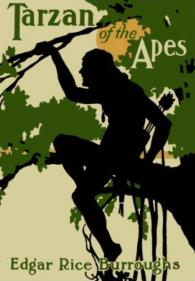
Az első kiadás borítója (1914)

Tarzan végül Jane után megy a marylandi Baltimore-ba, ahol megtudja, hogy a nőt már eljegyezte William Clayton. Bár D’Arnot időközben a kunyhóban talált bizonyítékokból rájött a férfi valódi személyazonosságára, Tarzan úgy dönt, ezt eltitkolja, és nem áll a férfi tönkretételével Jane boldogságának az útjába.
|  | Itt a vége a cselekmény részletezésének! |

A Tarzan visszatér című regény közvetlenül innen veszi fel a fonalat. A Tarzan dzsungel történetei című novellagyűjteményben szereplő történetek pedig az ezen kötet cselekménye alatt játszódnak, a nevelőanyja halála és a majmok királyává válása között.

## Kritikái
Többen felrótták a könyvnek, hogy nem megfelelően mutatja be az afrikaiakat. Az 1969-es amerikai kiadásból több rasszistának talált részt töröltek is.

## Magyarul
- A dzsungel fia; ford. Songárdy Gábor; Fővárosi, Bp., 1923
- Tarzan, a majomember; ford. Erős László; ILK, Bp., 1986
- Disney: Tarzan, a majmok királya; ford. Róna Eszter; Egmont, Bp., 2007 + CD

## Feldolgozások
Tarzan eredetét többször is feldolgozták filmen. Az első feldolgozás két részben készült Elmo Lincoln főszereplésével 1918-ban, a történet első fele a könyvvel azonos, a másik The Romance of Tarzan címen készült. Három film készült Tarzan, a majomember (Tarzan the Ape Man) címen (1932, 1959, 1981), Johnny Weissmullerrel, Denny Millerrel, és végül Miles O’keeffe-vel a főszerepben. 1984-ben készül a Greystoke, a majmok ura Christopher Lambert főszereplésével; ez eddig a leghitelesebb adaptáció. Ezt követte egy , illetve egy videókazettán megjelent rajzfilm 1998-ban, Tarzan kalandjai a dzsungelben (Tarzan of the Apes). Az utolsó nagy siker a Walt Disney stúdió Tarzanja volt 1999-ben.
Sok más Tarzan regényt adaptáltak filmre, de rengeteg film készült minden irodalmi előzmény nélkül is.
Rengeteg képregény-feldolgozása született a regénynek. Időrendben az első Hal Foster változata, amely a Tarzan képsor nyitó története volt a kilencszázhuszas évek végén. Az első képregényfüzetbe készül verzió Gaylord DuBois író és Russ Manning rajzoló munkája a Gold Key Comics Tarzan sorozatának 155-ik 1966. szeptemberi számában (újraközölve a 178-as számban 1969 októberében). A DC Comics a Tarzan 207-210-ig számaiban dolgozta fel 1972 áprilisa és júliusa között. A Marvel Comics adaptációja a Marvel Comics Super Special [Tarzan] #29-ben jelent meg még ebben az évtizedben (később kétrészes minisorozatként is leközölték: Tarzan of the Apes 1984 július-augusztus). A legigényesebb feldolgozás Burne Hogarth munkája 1972-ben és a regény első felét tartalmazza. A Dynamite Entertainment a Lord of the Jungle első hat számában jelentette meg az eddigi legfrissebb változatot.
Készült egy magyar képregény feldolgozás is, mely az Állatvilág című folyóiratban jelent meg 1980-ban és Zorád Ernő munkája.